# Minivet de l'illa de Flores
El minivet de l'illa de Flores (Pericrocotus lansbergei) és una espècie d'ocell de la família dels campefàgids (Campephagidae).
Habita boscos de les illes de Sumbawa i Flores (Indonèsia), a les Illes Petites de la Sonda.